# Алікі Вугуклакі
Алікі Вугуклакі (грец. Αλίκη Βουγιουκλάκη, *20 липня 1934, Марусі, Аттика — †23 липня 1996, Афіни) — грецька акторка театру та кіно, співачка.

## Біографія
Театральну освіту здобула у Національній школі драми в Афінах при Національному театрі, кар'єру в театрі почала ще у студентські роки. У середині 1950-х з'явилася в головних ролях у фільмах компанії Φίνος Φιλμ. У 1960 році нагороджена першою нагородою за найкращу жіночу роль на кінофестивалі в місті Салоніки. 18 січня 1965 року одружилася з однокурсником і актором Дімітрієм Папаміхаїлом. З ним знімалася в головних ролях багатьох фільмів і виступала на сценах театрів країни. 5 липня 1975 пара розірвала шлюб.
З 1970 року Вугуклакі працювала переважно у театрі. У 1980 році таємно одружилася з кіпріотським підприємцем Йоргосом Іліадісом. 1993 року розповіла про шлюб під час телевізійної передачі. Останні роки жила із артистом Костасом Спіропулосом.
Померла 23 липня 1996 в медичному центрі міста Афіни. Діагноз — рак печінки у розвиненій стадії. Похована на Першому афінському кладовищі.

## Фільмографія
| - 1954: «Το ποντικάκι» - 1955: «Ο αγαπητικός της βοσκοπούλας» - 1956: «Το κορίτσι με τα παραμύθια» - 1957: «Μαρία Πενταγιώτισσα (1957)\|Μαρία Πενταγιώτισσα» - 1957: «Διακοπές στην Αίγινα» - 1957: «Χαρούμενοι αλήτες» - 1957: «Έρωτας στους αμμόλοφους» - 1957: «Θολά νερά» - 1958: «Ερωτικές ιστορίες» - 1958: «Ο Μιμίκος και η Μαίρη» - 1958: «Η μουσίτσα» - 1958: «Αστέρω» - 1959: «Το ξύλο βγήκε απ' τον παράδεισο» - 1960: «Το κλωτσοσκούφι» - 1960: «Μανταλένα» - 1960: «Η Αλίκη στο ναυτικό» - 1961: «Η Λίζα και η άλλη» - 1962: «Αλίκη (ταινία)\|Αλίκη» (Aliki my love) - 1962: «Ταξίδι» - 1963: «Η ψεύτρα» | - 1963: "Χτυποκάρδια στο θρανίοa - 1964: «Η σωφερίνα» - 1964: «Το δόλωμα» - 1965: «Μοντέρνα σταχτοπούτα» - 1966: «Η κόρη μου η σοσιαλίστρια» - 1967: «Αχ αυτή η γυναίκα μου» - 1967: «Το πιο λαμπρό αστέρι» - 1968: «Το κορίτσι του λούνα παρκ» - 1968: «Η αγάπη μας» - 1968: «Η αρχόντισσα κι ο αλήτης» - 1969: «Η δασκάλα με τα ξανθά μαλλιά» - 1969: «Η νεράιδα και το παλικάρι» - 1970: «Ένα αστείο κορίτσι» - 1970: «Υπολοχαγός Νατάσσα» - 1971: «Σ' αγαπώ» - 1971: «Η κόρη του ήλιου» - 1972: «Η Αλίκη δικτάτωρ» - 1972: «Η Μαρία της σιωπής» - 1979–1980\|80: «Το κορίτσι του καμπαρέ» - 1980: «Πονηρό θηλυκό, κατεργάρα γυναίκα» - 1981: «Κατάσκοπος Νέλλη» |